# Уильямс, Джошуа
Джошуа Уильямс (род. 2 февраля 1941, Аккра) — ганский боксёр, участник летних Олимпийских игр 1960 года в категории до 57 кг.

## Спортивная биография
В преддверии летних Олимпийских игр в Риме Уильямс в составе сборной Ганы принял участие в матчевой встрече против боксёров, представлявших швейцарский город Цюрих. Соперником ганского боксёра в весовой категории до 54 кг стал немецкий боксёр Эрик Мюллер. Победу в поединке одержал Мюллер.
На летних Олимпийских играх 1960 года в Риме Джошуа Уильямс выступил в полулёгкой весовой категории (до 57 кг). Соперником ганского боксёра по первому раунду стал румынский спортсмен Константин Георгиу. По итогам боя четыре судьи из пяти отдали победу Георгиу (59:57, 60:56, 60:58 и 60:55), и только норвежский судья Густав Аяксон признал победителем боя Уильямса (59:58). Уступив Георгиу Джошуа Уильямс выбыл из борьбы за олимпийские медали.